# Parti social-chrétien (Brésil)
Pour les articles homonymes, voir Parti social-chrétien et Parti social-démocrate chrétien.

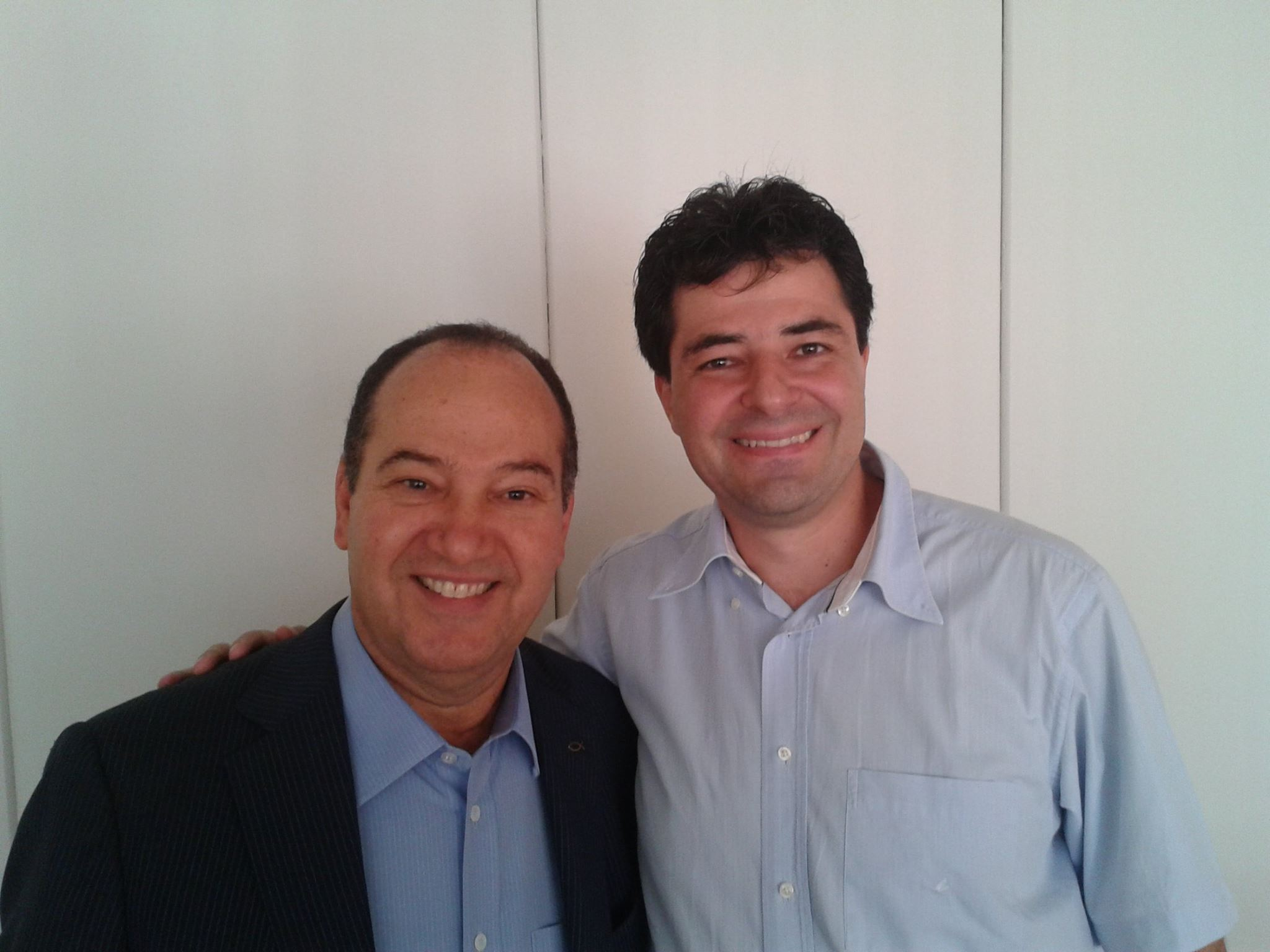
Everaldo Dias Pereira (à gauche).

Le Parti social-chrétien (en portugais : Partido Social Cristão, abrégé en PSC) est un parti politique brésilien fondé en 1985, actuellement présidé par Vítor Nósseis, de tendance démocrate-chrétienne et de droite.

## Histoire
Aux élections parlementaires de 2002, le PSC obtient 0,9 % des voix et un député. En 2006, il obtient 1,9 % des voix et neuf députés. En 2010, le PSC soutient la candidature présidentielle de Dilma Rousseff et progresse très sensiblement aux élections parlementaires, passant de 9 à 17 députés et obtenant un siège au Sénat. Le parti vote la destitution de la présidente Dilma Rousseff en 2016.
Le PSC  soulève une controverse en présentant un candidat ouvertement néaonazi aux élections législatives de Rio de Janeiro en 2016.
Lors de l’élection présidentielle de 2018, après le départ de Jair Bolsonaro du parti, le PSC soutient la candidature d'Álvaro Dias, membre du parti Podemos.
Plusieurs dirigeants du parti ont été arrêtés ou démis de leurs fonctions en aout 2020 pour des faits de corruption, dont Everaldo Pereira (président national du PSC) et Wilson Witzel (gouverneur de Rio de Janeiro).

## Idéologie
Le Parti social-chrétien est souvent associé au courant évangélique conservateur.
Le PSC est conservateur sur les questions de société, s'opposant au droit à l'avortement, aux droits des LGBT, et à la légalisation de la marijuana. En matière d'économie, le parti défend une orientation libérale, soutenant un système de marché libre et la privatisation de nombreuses entreprises publiques. Il tient par ailleurs un discours anti-communiste. 